# Цолекиле, Лунгиле
Лунгиле Цолекиле (англ. Lungile Tsolekile, 19 апреля 1984, Кейптаун, ЮАР) — южноафриканский хоккеист (хоккей на траве), полевой игрок.

## Биография
Лунгиле Цолекиле родился 19 апреля 1984 года в южноафриканском городе Кейптаун. Рос в негритянском пригороде Ланга. Родной язык Цолекиле — коса.
Начал заниматься спортом в детстве. В 10-летнем возрасте играл за сборную Западно-Капской провинции по крикету среди мальчиков до 11 лет. В 1997 году начал играть в хоккей на траве. Выступал за команду школы Милнертон и клуб «Ланга».
В 2004 году дебютировал в сборной ЮАР.
В 2005 году участвовал в Вызове чемпионов, проходившем в Александрии, где сборная ЮАР заняла 5-е место, а Цолекиле забил 1 мяч.
В 2006 и 2014 годах играл в хоккейных турнирах Игр Содружества.
В 2008 году вошёл в состав сборной ЮАР по хоккею на траве на летних Олимпийских играх в Пекине, занявшей 12-е место. Играл в поле, провёл 6 матчей, забил 2 мяча (по одному в ворота сборных Канады и Китая).
Занимает должность секретаря клуба «Ланга».